# Ян ван Райкенборг
Ян ван Райкенборг (на английски: Jan_van_Rijckenborgh) е творчески псевдоним на Ян Леене (1896-1968), розенкройцер, роден в Харлем, Холандия, съосновател и гросмайстор на Лекториум Розикруцианум, работата на живота му, заедно с Катароза де Петри (на английски: Catharose_de_Petri; 1902-1990).
След първоначалните си контакти с Макс Хайндл и Рудолф Щайнер, създаването заедно със своя брат и Катароза де Петри на Интернационалната Школа на Златния Розенкройц и срещата с Джидду Кришнамурти, през 1935 г. към общността на Райкенборг се присъединяват сътрудници от 12 държави и разгръщат дейността на школата.
През 1956 г. работата на Ян ван Райкенборг и Катароза де Петри получава важен импулс от контакта с Антонин Гадал (1877-1962), пазител на наследство на катарите в Южна Франция. Те се свързват с духовното съкровище на общността на катарите и богомилите, разбита от инквизицията преди около 750 години.
С около 40 публикации, написани частично заедно с Катароза де Петри, Ян ван Райкенборг оставя голямо богатство от съвети и подкрепа за хората, които търсят истината и свободата по духовния си път. Повечето от книгите му се състоят от преписи на речи, насочени към учениците на Лекториум Розикруцианум през 50-те и 60-те години.